# بازیافت کاغذ

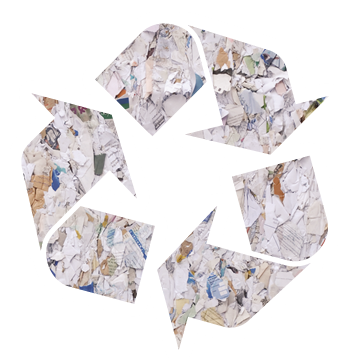
بازیافت کاغذ

با توجه به مصرف روزانه کاغذ باطله در زندگی روزمره، در اکثر مواقع پس از مصرف کاغذ، کاغذهای باطله دور ریخته‌شده و استفاده دوباره‌ای از کاغذهای باطله نمی‌شود؛ در حالیکه با بازیافت هر تن کاغذ باطله از قطع ۱۷ اصله درخت جنگلی جلوگیری می‌شود.
تولید کاغذ از کاغذ باطله نیز به دلیلی ارزانی مواد اولیه کسب و کار مناسبی است که ضمن حفاظت از محیط زیست (جلوگیری از قطع بی‌رویه درختان جنگلی) و اشتغال زایی سود مناسبی نیز دارد.
بازیافت کاغذ از طریق فرایندی صورت می‌گیرد که کاغذهای دور ریختنی جمع‌آوری شده در کارخانه‌های کاغذسازی یا کارخانه‌های مقواسازی با کیفیت و ضخامت‌های متفاوت به خمیر تبدیل می‌شوند.

## فرایند بازیافت کاغذ

### جمع‌آوری کاغذ باطله
استفاده از کاغذهای باطله به کارایی و تداوم سیستم جمع‌آوری و دسته‌بندی کاغذهای باطله بستگی دارد.
خریداران کاغذ باطله، ضایعات کاغذ را از مکان‌های مختلف مثل ادارات، کتابخانه‌ها، مدارس،‌ فروشگاه‌ها، چاپخانه‌ها و همین‌طور سطل‌های زباله خریداری و جمع‌آوری می‌کنند و پس از تفکیک و سورت کردن و بسته‌بندی به کارخانه‌های بازیافت کاغذ ارسال می‌کنند.
برای جمع‌آوری کاغذهای باطله روشهای مختلفی وجود دارد. برای اینکه کاغذ باطله و مصرف شده از دست مصرف‌کننده بدست کارخانه برسد، مراحل ذیل باید طی شود:
1. تماس خریدار با تولیدکننده کاغذ باطله و هماهنگی با او
2. جمع‌آوری کاغذهای باطله توسط تولیدکننده کاغذ باطله
3. جمع‌آوری این کاغذها توسط خریدار
4. جابجایی، دسته‌بندی و انتقال کاغذهای باطله به کارخانه توسط خریدار

### فرایند بازیافت کاغذ باطله در کارخانه
ابتدا کاغذهای باطله وارد پالپر شده و در آن با آب مخلوط و به خمیر تبدیل می‌شود. همچنین در این مرحله ضایعات درشت به وسیلهٔ یک چنگک از آن جدا می‌شود. سپس در مرحله بعد پاکسازی روی خمیر انجام می‌شود تا ناخالصی‌های آن گرفته شود. در پایان این مرحله خمیر موجود شامل ۹۹٪ آب و ۱ درصد خمیر سلولز است!
طی فرایند خمیر سازی ناخالصی‌های کاغذ مثل پلاستیک، منگنه، شن و .. جداسازی شده و خمیر حاصل از این دستگاه توسط پمپ روی دستگاه تولید کاغذ ریخته می‌شود.
در مرحله بعد خمیر به وسیلهٔ نازل ر ی توری ریخته می‌شود، که با حرکت توری طی سه مرحله عملیات، آب خمیر گرفته می‌شود، در این قسمت به کمک سیستم مکش، خمیر و آب از هم جدا می‌شوند. پس از پایان مراحل آبگیری خمیر وارد مرحلهٔ حرارت می‌شود و با عبور از روی غلطک‌های بخار داغ یا شعله گاز، ورقه‌های کاغذ را خشک می‌کند.
در مرحله بعد که به آرایشگاه کاغذ معروف است از یک طرف به کاغذ نشاسته (به عنوان نگهدارنده) و از طرف دیگر به آن رنگ اضافه می‌شود (برای زیبایی)، سپس کاغذ دوباره وارد خشک کن می‌شود. (کاغذ نهایی باید حدود ۸ تا ۱۰٪ رطوبت داشته باشد) و در پایان به صورت رول‌های بزرگ پیچیده می‌شود و در انتها به‌صورت رول یا شیت شده آماده عرضه به بازار می‌باشد.
در اینجا به انواع کاغذهای باطله مناسب و نامناسب برای بازیافت و تبدیل به کاغذ و مقوا اشاره می‌کنیم:

#### کاغذهای مناسب برای بازیافت
روزنامه، مجله، کاغذ تحریر سفید، کاغذ باطله، کاغذ کپی، پاکت نامه، بروشورها و آگهی‌های تبلیغاتی کاغذی، کارتن و جعبه‌های مقوایی، کتاب، کاغذ گلاسه.

#### کاغذهای نامناسب برای بازیافت
کاغذ کاربن، کاغذ برچسب دار، کاغذ دیواری، کاغذ آلومینیوم، کاغذ سلفون دار، کاغذهای روکش شده براق.

### محصولات تولیدی از بازیافت کاغذ
استفاده از ضایعات کاغذ در فرایند بازیافت، با هدف کاهش قطع درختان و تولید کالای مصرفی کاغذی با استفاده از کاغذهای باطله انجام می شود. بسته به نوع و کیفیت کاغذ باطله ، محصولات متنوعی از آن تولید میشود که در زیر به چند مورد ان اشاره می کنیم : 
- تولید انواع محصولات سلولزی شامل دستمال کاغذی ، کاغذ پارس ، ایرانی و ...
- تولید انواع مقوا شامل مقوای صنعتی ، پشت طوسی ، ایندل برد و ...
- تولید انواع مقواهای بهداشتی شامل جعبه شیرینی  ، پیتزا و ...
- تولید انواع رل های کاغدی شامل لاینر ، تست لاینر ، وایت تایپ و ...
- تولید انواع ورق های کارتن سازی برای مصارف ساخت کارتن و جعبه سازی
- تولید شانه تخم مرغ و ...
- تولید ایرانیت های کاغذی با استفاده از کاغذهای تتراپک

و انواع محصولات مختلف دیگر که با خمیر کردن کاغذ باطله به کمک تکنولوژی های روز مثل جوهرزدایی و افزودن مواد مختلف مثل رزین و نشاسته و ... تبدیل به محصولاتی با قابلیت استفاده مجدد و برگشت به چرخه مصرف می شوند.

## بازیافت کاغذ در ایران

مقوا

فعالیت‌های سنتی بازیافت کاغذ در سطح محدودی صورت می‌گرفت. با گذشت زمان و وجود تقاضا در بخشهایی از صنایع کشور که به کاغذهای خیلی مرغوب نیاز نداشت سبب شکل گرفتن فعالیت‌هایی در زمینه تولید، کاغذهای صنعتی مانند مقوا شد. آغاز فعالیت صنعتی بازیافت کاغذ در کشور به سال تأسیس نخستین کارخانه مقواسازی در سال ۱۳۳۳ بازمی‌گردد.
پس از آن در کنار کارخانه‌ها، کارگاه‌ها کوچک و بزرگ بازیافت کاغذ نیز دایر شدند که عمدتاً در زمینه تولید محصولات کاغذی با کیفیت پایین، مانند مقوای صنعتی، مقوای تکسون و شانه تخم مرغ فعالیت دارند. مهمترین ویژگی صنعت بازیافت کاغذ ایران را می‌توان پایین بودن کیفیت و سطح فناوری تجهیزات کارخانه ای آن دانست. سطح پایین فناوری مورد استفاده گرچه با سرمایه‌گذاری محدود سازگار است ولی توان محصولات کاغذی مرغوب و با کیفیت را ندارد.